# Cloropentafluoroetà
L'1-cloro-1,1,2,2,2-pentafluoroetà és un compost químic de la classe dels halurs orgànics. Es tracta d'una molècula d'età on s'ha substituït un hidrogen per un clor i els altres cinc hidrogens per fluors.

## Història
El cloropentafluoroetà és un clorofluorocarbur (CFC) que abans s'utilitzava com a refrigerant i també conegut com a R-115 i CFC-115. La seva producció i consum està prohibit des de l'1 de gener de 1996 en virtut del Protocol de Mont-real a causa del seu alt potencial d'esgotament de la capa d'ozó i la seva vida útil, molt llarga quan s'allibera al medi ambient. El CFC-115 també és un gas amb efecte d'hivernacle potent. A causa del seu efecte esgotador de la capa d'ozó, la producció de refrigerants està disminuint contínuament, segons els requisits del protocol de Mont-real. El seu ús està controlat i progressivament es van substituint.
L'abundància atmosfèrica de CFC-115 va augmentar de 8,4 parts per bilió (ppt) l'any 2010 a 8,7 ppt el 2020 a partir de l'anàlisi de mostres d'aire recollides de llocs d'arreu del món.
| Propietat                                      | Valor                        |
| ---------------------------------------------- | ---------------------------- |
| Potencial d'esgotament de la capa d'ozó (ODP)  | 0,44 (CCl3F = 1)             |
| Potencial d'escalfament global (GWP: 100 anys) | 5 860 - 7 670 anys (CO2 = 1) |
| Vida atmosfèrica                               | 1 020 - 1 700 anys           |

## Propietats
El cloropentafluoroetà és un gas incolor i inodor amb una olor semblant al⁣ èter. Té un punt de fusió de −99 °C i un d'ebullició de −39,1 °C. La seva solubilitat dins l’aigua és de 59 mg/L. A 21 °C presenta una pressió de vapor de 7,9 atm. El punt d'inflamació d'aquest compost és a 70,4 °C.
S'envia com un gas liquat sota la seva pròpia pressió de vapor. És incombustible, és a dir, no es pot cremar. Pot asfixiar-se pel desplaçament de l'aire. El contacte amb el líquid pot provocar congelacions. L'exposició prolongada de l'envàs a la calor o al foc pot provocar que es trenqui violentament i es dispari. No reacciona ràpidament ni amb l'aire ni amb l'aigua.

## Toxicologia
Els principals perills que presenta el cloropentafluoroetà és que en altes concentracions pot arribar a causar asfixia. Seguint el (GHS) Sistema Mundial Harmonitzat de Classificació i Etiquetatge de Productes Químics, els seus pictogrames són els següents: explosiu i nociu. La paraula indicativa és Avís.